# The Old Man and the Seat
The Old Man and the Seat (conocido como "El anciano y el trono" en Latinoamérica) es el segundo episodio de la cuarta temporada de la serie de televisión animada para adultos, humor negro y ciencia ficción: Rick y Morty. El episodio fue emitido originalmente en los Estados Unidos el 17 de noviembre del 2019 por el bloque especial de Cartoon Network; Adult Swim. Fue escrito por Michael Waldrow mientras que la dirección estuvo a cargo de Jacob Hair. La trama del episodio sigue a Rick que intenta rastrear al responsable de usar su inodoro privado mientras tanto en la tierra los Smith tienen que lidiar con las consecuencias de Jerry desarrollando una app con Glootie, el pasante de Rick.

## Argumento
Mientras la familia se reúne en el desayuno Rick llama a su pasante Glootie para que le sirva más jarabe a sus hot cakes. El alienígena llama la atención de los Smith, en especial por un tatuaje en su frente que dice no desarrollar una app lo que va en contra de la insistencia de Glootie por persuadir a quien se cruce en su camino hacer lo contrario. Rick enfatiza no ignorar el tatuaje de Glootie antes de proceder a retirarse en lo que el llama una aventura en solitario. Summer deduce que su abuelo se dirige a su inodoro privado por considerarlo un defecador tímido mientras que un curioso Jerry se decide a desarrollar una app con Glootie. 
En un planeta alterno Rick (tal y como lo dedujo Summer) usa su inodoro privado pero al descubrir pistas sobre la presencia de otra forma de vida de usar el inodoro, él se enfoca en rastrear al ente responsable de invadir su privacidad. Su primera parada lo lleva a un negocio regido por un gánster mosca que tiene un restaurante de sandwiches donde el blanco de Rick compró su almuerzo sin embargo a pesar de que Rick amenaza a los hijos del gánster este solo puede decirle que el cocinero robot responsable de preparar el sándwich conoce la identidad del comprador. Rick se ve forzado a rastrear al cocinero en una guerra entre robots y ciborgs pero tiene que reconstruir el cerebro del robot cuando es parcialmente destruido en la guerra. 
La información obtenida le permite a Rick a localizar a Tony, un alienígena tipo reptil que como él es un defecador tímido y está bastante resignado en morir pese a las constantes amenazas de Rick que se niega a simpatizar con él aun con las cosas que tienen en común. Pese a lo molesto que esta decide dejar vivo a Tony como una advertencia pero tiene que lidiar con él de nuevo cuando Tony vuelve al inodoro. En respuesta Rick lo encierra en un laboratorio secreto en un estado suspendido donde alucina con su esposa muerta y un paraíso de inodoros gracias a la globofina, un líquido que le hace experimentar a quien lo consume una alucinación placentera. Tony comprende que al igual que todas las personas que Rick retiene, es alguien que se ha ganado su simpatía pero Rick sigue renuente en aceptar a un amigo y lo libera, advirtiéndole de no volver a usar su inodoro por última vez.
En la tierra Jerry y Glootie crean una app de parejas conocida como "enamoradozz" (love finderzz en inglés) con la que las personas supuestamente encuentran a su alma gemela pero conforme más se usa la app, las parejas cambian de candidatos. Lo que provoca que quienes la usen se vuelvan adictos a la misma y cambien constantemente de parejas pese a que se traten de desconocidos. Summer esta entre las muchas personas que buscan constantemente a su pareja lo que provoca que su madre Beth la persiga constantemente con tal de evitar que cometa una locura. Morty por otra parte trata de obligar a Glootie a que borre la app pero como el servidor está en la nave nodriza de los monogatrones ambos usan a Glootie de rehén en un esfuerzo de deshacerse de la app. Una vez a bordo el líder y rey de los Monogatrones les explica que tienen planeado conquistar el planeta usando la app a su favor y así explotar el agua de la tierra. Como Morty y Jerry son superados por la seguridad de los monogatrones, Jerry consigue convencer a Glootie de que los libere al simpatizar con él cuando le muestra que los dos no pueden encontrar pareja ni siquiera usando la aplicación. Glootie borra la app del servidor lo que libera a la humanidad del efecto de enamoradozz, incluyendo a Summer que se detiene de confrontar a su madre en una pelea física.
Rick prepara una especie de trampa en su inodoro en caso de que Tony se atreva a usarlo de nuevo y va a su trabajo donde pretende regalarle comida con laxantes pero para su sorpresa se entera de que Tony murió en un accidente esquiando en una montaña producto de la confianza en sí mismo que ganó después de conocerlo. Notablemente afectado por lo sucedido, Rick le regala al padre de Tony un kit de clonación en el funeral y más tarde va a su inodoro y tras sentarse en él, revela que en realidad había preparado un holograma burlándose de Tony para la próxima vez que se atreviera a invadir su privacidad mientras lamenta la muerte del mismo. 

### Escena poscréditos
Jerry busca en el refrigerador una salsa pero en su lugar se topa con un frasco de globofina que al ingerirla lo hace tener una visión de sí mismo como un competente repartidor de agua, lo que provoca que empiece a ingerir la sustancia frenéticamente.

## Elenco
- Justin Roiland como Rick Sánchez y Morty Smith
- Sarah Chalke como Beth Smith
- Chris Parnell como Jerry Smith
- Spencer Grammer como Summer Smith

### Invitados
- Sam Neill como líder monogatron[2][3]
- Kathleen Turner como la reina Monogatrona
- Taika Waititi como Glootie[4]
- Jeffrey Wright como Tony

## Producción
El título del episodio como sucede con la mayoría de los episodios de la serie es una sátira de una película de la cultura popular siendo en su caso una referencia a The Old Man & the Gun.

### Temas
En un análisis del episodio por CBR el episodio fue especialmente llamativo por revelar una faceta oculta y más simpática de Rick Sánchez, al concluir que el personaje vuelve a demostrar un lado vulnerable y humano de sí mismo en la escena donde se revela que tiene retinidos a varios individuos a los que no odia para matarlos pero que previene de interactuar con ellos.

## Recepción

### Audiencia
El episodio fue transmitido por Adult Swim el 17 de noviembre de 2019. De acuerdo a Nielsen Media Research, "The Old Man and the Seat" fue visto por un 1.66 millones de espectadores en los Estados Unidos y recibió un porcentaje de 0.97 entre una demografía de adultos entre 18 a 49 años, volviéndolo el episodio menos visto (excluyendo el episodio debut de la tercera temporada) desde “Something Ricked This Way Comes” de la primera temporada.

### Respuesta de la crítica
Jesse Scheden de IGN calificó al episodio con un 8 indicador de "genial" alabando la animación y al elenco invitado del episodio pero consideró al episodio como regular por su trama repetitiva, escribiendo: "En términos de argumento, "The Old Man and the Seat" está lejos de ser el episodio más remarcable de Rick y Morty. Se apoya en varios elementos que hemos visto antes, desde la rivalidad entre Beth y Summer a Rick llegando a rídiculos extremos por un pequeño inconveniente en su vida".